# Драган Милетовић
Драган Милетовић (Косовска Митровица, 24. новембар 1956) је бивши југословенски и српски фудбалер.

## Каријера
Милетовић је каријеру провео као одбрамбени играч, а започео ју је 1974. године у ФК Трепча, где је остао до 1978. године и за коју је постигао 3 гола на 79 утакмица. У периоду од 1978. до 1985. године наступао је за Црвену звезду, на 176 званичних утакмица, уз један постигнут гол, против Динамо Винковца током првенства Југославије. Са Црвеном звездом освојио је три шампионске титуле (1980, 1981 и 1984. године) и два национална купа (1982 и 1985. године).
Био је члан Звездине генерације која је стигла до финала Купа УЕФА 1979., а забележио је седам утакмица у том циклусу, све као стартни играч. Играо је по два меча против Спортинг Хихона (1:0 и 1:1), Херте Берлин (1:0 и 1:2), као и у финалним утакмицама против Борусије Менхенгладбах (1:1 и 0:1). Забележио је један наступ у првом мечу четвртфинала Купа УЕФА 1978/79. против Вест Бромвич албиона (1:0) у Београду.
Од 1986. до 1987. године играо је за шведски клуб Вастерас, где је на 47 утакмица забележио два гола. У периоду од 1987. до 1988. године наступао је на две утакмице за Сутјеску Никшић, након чега је завршио каријеру.